# 新墨西哥州参议院
新墨西哥州参议院（英語：New Mexico State Senate），又称新墨西哥参议院（西班牙語：Senado de Nuevo México），是美国新墨西哥州议会的上议院。新墨西哥州参议院共有42名议员，每届任期4年。新墨西哥州参议院领导人为参议院议长。